# Mil Mi-42
Der Mil Mi-42 (russisch Миль Ми-42) war ein projektierter sowjetischer Angriffs-/Transporthubschrauber mit dem NOTAR-Konzept, der das Mil Mi-40-Programm ersetzen sollte. Das Projekt des Mi-40 fand jedoch kein Interesse bei den Streitkräften. Aus diesem und anderen Gründen wurde 1985 das Mi-42-Programm (ursprünglich Teil des Mi-40-Programms) gestartet. Das gesamte Mi-40-Programm, einschließlich des Mi-42-Programms, wurde nach dem Zusammenbruch der Sowjetunion eingestellt.

## Geschichte
Ab 1985 wurde eine Weiterentwicklung nach dem Vorbild des Mil Mi-40 angestrebt, die eine höhere Leistung in der Kategorie „Luftinfanterie-Kampffahrzeug“ bieten sollte. Zu den Hauptaufgaben sollten die Landung von Truppen, die Möglichkeit diese schnell zu verlegen, Begleitschutz, Luftnahunterstützung und taktische Angriffe gehören. Als sekundäre Aufgaben, waren der Transport von Ausrüstung, MedEvac, SAR/CSAR, Aufklärung und Kommunikation gefordert. Auch sollte die Maschine für Nacht- und Allwettereinsätze tauglich sein. Darüber hinaus sollte der Helikopter nebst dem üblichen Kerosin auch mit Standarddiesel betrieben werden können, leicht zu warten und einfach zu steuern sein. Der vordere Teil des Rumpfes ähnelte dem des UH-60 Black Hawk, mit Pilot und Copilot/Waffenoperator nebeneinander. Die Fahrwerksanordnung entsprach in der Auslegung auch dem der Blackhawk, jedoch mit 3 Kufen statt Rädern.
Den Heckrotor sollte ein NOTAR-System mit einer auf dem Coandă-Effekt basierenden Schubvektorsteuerung ersetzen. Man hoffte, dass dieses haltbarer sein und die Sicherheit des Wartungspersonals erhöhen würde. Schließlich sollten die NOTAR-Düsen bei einer Ausrichtung gerade nach hinten, soviel Schub erzeugen, dass die Mi-42 ihre geplante Höchstgeschwindigkeit von 380 – 400 km/h erreichen kann, und die aerodynamischen Kräfte eine stabilisierende Wirkung entfalten.
Der Entwurf sollte schwer gepanzert sein und eine bewegliche Kanone unter dem Bug haben. Weiterhin waren an hochliegenden Stummelflügeln vier Außenlaststationen vorgesehen (entspricht der Bewaffnung des Mil Mi-28).
Aufgrund der komplexen Anforderungen (im Wesentlichen die eines Transporthubschraubers, eines Kampfhubschraubers und eines Angriffsflugzeugs zusammen) nahm die Konstruktion immer mehr an Komplexität und Gewicht zu. Es wurden Versuche unternommen, das Triebwerk zu verbessern. Am Ende war es Mil, der zu dem Schluss kam, dass die Leistungsanforderungen nicht zu erreichen seien. Der Entwurf erreichte das Modellstadium, wurde aber offenbar gegen Ende der 1980er Jahre eingestellt, obwohl in den 1990er Jahren Versuche unternommen wurden, einen weniger ehrgeizigen Entwurf auf Basis des Mil Mi-40 neu zu starten.